# Rochelia pygmaea
Rochelia pygmaea är en strävbladig växtart som beskrevs av K. H. Rechinger och Riedl. Rochelia pygmaea ingår i släktet Rochelia och familjen strävbladiga växter. Inga underarter finns listade i Catalogue of Life.